# Pteris balansae
Pteris balansae är en kantbräkenväxtart som beskrevs av Eugène Pierre Nicolas Fournier.
Pteris balansae ingår i släktet Pteris och familjen Pteridaceae. Inga underarter finns listade i Catalogue of Life.